# Dizuurstofdifluoride
Dizuurstofdifluoride is een anorganische verbinding tussen zuurstof en fluor, met als brutoformule O2F2. Bij standaardomstandigheden komt het voor als een bruin gas; in vloeibare vorm is het rood en in vaste vorm oranje.

## Synthese
De eerste synthese van de stof werd uitgevoerd door Otto Ruff en Walter Menzel in 1933. Dit gebeurde met behulp van een elektrische ontlading in een gasmengsel van zuurstof en fluor:
{\displaystyle \mathrm {O_{2}\ +\ F_{2}\ \longrightarrow \ F_{2}O_{2}} }
De reactie grijpt plaats bij zeer lage temperatuur en druk (−183 °C en 15-20 mm Hg).
Vloeibaar dizuurstofdifluoride wordt gevormd door een zuurstofgas-difluormengsel te verhitten tot 700 °C en dan snel af te koelen op de buitenwand van een roestvrijstalen buis die gekoeld wordt met vloeibare zuurstof.
Dizuurstofdifluoride ontstaat ook door fotosynthese (bestraling van een vloeibaar mengsel van zuurstof en fluor bij −196 °C met ultraviolet licht).

## Structuur
In {\displaystyle {\ce {O2F2}}} heeft zuurstof het ongebruikelijke oxidatiegetal (+1). In bijna al zijn andere verbindingen heeft dit element oxidatiegetal (-2).
De structuur van dizuurstofdiofluoride lijkt op die van waterstofperoxide, {\displaystyle {\ce {H2O2}}}, vooral in zijn grote tweevlakshoek van bijna 90° en de C2-symmetry. Theoretische voorspellingen via VSEPR theory hadden dit al eerder aangegeven.
De binding tussern de twee zuurstofatomen is lang een punt van discussie geweest, deze binding is erg kort, nog geen 2 pm langer dan de zuurstof-zuurstof dubbele binding (120,7 pm) in het zuurstofmolecuul naast de relatief grote O−F afstand. Er zijn verschillende voorstellen gedaan om deze verschijnselen te verklaren, waaronder een O−O drievoudige binding, waarbij de enkelvoudige O−F binding gedestabiliseerd wordt, en daardoor langer, door de afstoting tussen de vrij elektronenparen op fluor en de π orbitalen van de O−O band. Afstoting waarbij de vrije elektronenparen van fluor betrokken zijn is ook verantwoordelijk voor de lange en zwakke bindingen tussen de twee fluor-atomen in het fluormolecuul.
In de computationele chemie wordt een ongebruikelijk hoge barrière van 81.17 kJ/mol berekend voor de rotatie om de O-O band. In waterstofperoxide is dit slechts 29.45 kJ/mol, maar het ligt dicht bij de dissociatie van de O−F band: 81.59 kJ/mol.
In het 19F NMR wordt voor {\displaystyle {\ce {O2F2}}} een chemische verschuiving gevonden van 865 ppm, veruit de hoogste waarde ooit gevonden voor de chemische verschuiving van een fluor-atoom. Hiermee wordt de onderliggende buitengewone elektronische toestand van deze verbinding nogmaals onderstreept.
Ondanks de instabiliteit van de verbinding zijn veel gegevens over de stof inmiddels verzameld.

## Eigenschappen
Dizuurstofdifluoride is instabiel en ontleedt vanaf −95 °C. Het is een sterke oxidator en een fluoreringsmiddel.

## Toepassingen
Dizuurstofdifluoride wordt gebruikt als fluoreringsmiddel, bijvoorbeeld om de hexafluoriden van neptunium of plutonium bij lage temperatuur te vormen. Neptunium(VI)fluoride ontstaat door de reactie van dizuurstofdifluoride met neptunium(IV)oxide of neptunium(IV)fluoride:
{\displaystyle \mathrm {NpO_{2}\ +\ 3\ O_{2}F_{2}\ \longrightarrow \ NpF_{6}\ +\ 4\ O_{2}} }
{\displaystyle \mathrm {NpF_{4}\ +\ O_{2}F_{2}\ \longrightarrow \ NpF_{6}\ +\ O_{2}} }
Dizuurstofdifluoride wordt ook gebruikt om dioxygenylzouten te vormen, die het O2+-ion bevatten, zoals O2BF4 en O2PF6:
{\displaystyle \mathrm {2\ O_{2}F_{2}\ +\ 2\ PF_{5}\ \longrightarrow \ 2\ O_{2}PF_{6}\ +\ F_{2}} }
{\displaystyle \mathrm {2\ O_{2}F_{2}\ +\ 2\ BF_{3}\ \longrightarrow \ 2\ O_{2}BF_{4}\ +\ F_{2}} }